# Уголовный кодекс Российской Федерации
Уголо́вный ко́декс Росси́йской Федера́ции (УК РФ) — основной источник уголовного права и единственный нормативный акт, устанавливающий преступность и наказуемость деяний на территории Российской Федерации.
Действующий Уголовный кодекс Российской Федерации был принят Государственной думой 24 мая 1996 года, одобрен Советом Федерации 5 июня 1996 года, подписан президентом 13 июня 1996 года и вступил в силу с 1 января 1997 года, сменив Уголовный кодекс РСФСР 1960 года, применявшийся до тех пор.

## История принятия
Работа над проектами нового кодифицированного уголовного законодательства началась сразу после распада СССР. Первый проект Уголовного кодекса был внесён президентом России в Верховный Совет 19 октября 1992 года, он уже предусматривал многие изменения, определившие облик нового уголовного законодательства России: приоритет охраны жизни и здоровья человека, верховенство норм международного права и гуманизация ответственности за преступления небольшой тяжести; тем не менее, этот проект так и не был рассмотрен Верховным Советом, поскольку был отвергнут Комитетом по законодательству и судебно-правовой реформе. Авторами этого проекта были Г. Н. Борзенков, С. В. Бородин, Н. Ф. Кузнецова, А. В. Наумов и др.
В 1993—1994 годах велась также работа по разработке альтернативных проектов Уголовного кодекса. Если Особенная часть этих проектов в целом совпадала с проектом 1992 года, то в Общей части имелись значительные расхождения: предусматривались такие новации, как введение уголовной ответственности юридических лиц, разделение уголовного законодательства на кодифицированное и некодифицированное, понижение возраста уголовной ответственности, введение кары как цели наказания и т. д.
В октябре 1994 года на рассмотрение в Государственную Думу поступают два проекта Уголовного кодекса: президентский (основанный на проекте 1992 года) и депутатский (основанный на итогах разработки альтернативных проектов, авторами которых были И. М. Гальперин, А. Н. Игнатов, С. Г. Келина, Ю. А. Красиков, Г. М. Миньковский, Э. Ф. Побегайло и др.); начинается долгая и кропотливая работа по согласованию двух проектов, в ходе которой было рассмотрено более 2 000 замечаний, поступивших от депутатов. Наконец, 19 июня 1995 года проект принимается Государственной Думой в третьем чтении, однако Совет Федерации его отклоняет. 24 ноября 1995 года Государственная Дума, проголосовав в четвёртый раз, повторно принимает проект, но в декабре на него накладывает вето президент Борис Ельцин; создаётся новая согласительная комиссия и проект отправляется на повторную доработку.
Наконец, 24 мая 1996 года окончательный вариант Уголовного кодекса РФ принимается Государственной Думой. 5 июня 1996 года он одобряется Советом Федерации, а 13 июня 1996 года он подписывается президентом России Б. Н. Ельциным.

### Отличия от предыдущих актов
Принятый в 1996 году Уголовный кодекс Российской Федерации сменил Уголовный кодекс РСФСР 1960 года. Среди наиболее существенных изменений можно назвать достаточно полное отражение в нём новых экономических и политических реалий российского общества, переход к приоритетной защите прав и свобод человека, а не интересов государства, усиление ответственности за наиболее тяжкие преступления и снижение ответственности за преступления небольшой тяжести, совершённые впервые, новые основания освобождения от уголовной ответственности и другие нововведения, призванные усилить профилактический потенциал уголовного закона.
Значительно изменена была Особенная часть: введено около 70 новых составов преступлений, декриминализовано более 80 составов, ранее предусматривавшихся УК России; в диспозиции и санкции практически всех статей, которые перешли из УК РСФСР в УК России, были внесены изменения.

## Уголовное законодательство Российской Федерации
В Российской Федерации в соответствии с пунктом «о» статьи 71 Конституции Российской Федерации принятие уголовного законодательства отнесено к исключительной компетенции федеральных органов государственной власти. Органы власти субъектов Российской Федерации не имеют права принимать акты уголовного законодательства.
В соответствии со статьёй 105 Конституции России, органом, уполномоченным принимать федеральные законы, является Государственная дума Российской Федерации.
Хотя истории уголовного права России известны некодифицированные акты уголовного законодательства, с середины XIX века российское уголовное законодательство является кодифицированным. В настоящее время в России также действует кодифицированный уголовный закон — Уголовный кодекс Российской Федерации, вступивший в действие 1 января 1997 года.
В соответствии с частью 1 статьи 1 Уголовного кодекса, он является единственным уголовным законом, подлежащим применению на территории России. Все остальные законы, предусматривающие уголовную ответственность, подлежат включению в Уголовный кодекс. Поэтому все законодательные акты такого характера принимаются в форме изменений и дополнений к Уголовному кодексу.
Уголовный кодекс Российской Федерации основан на Конституции России, общепризнанных принципах и нормах международного права, а также на нормах, содержащихся в международно-правовых обязательствах России.

## Структура Уголовного кодекса
Кодекс представляет собой кодифицированный нормативный акт (кодекс), отличающийся внутренним единством и состоящий из двух частей (Общей и Особенной).
Общая часть включает 6 разделов, 17 глав и статьи 1 — 1045. Её нормы определяют общие принципы и положения уголовного права, пределы действия уголовного закона во времени и в пространстве, понятие и категории преступлений, лиц, подлежащих уголовной ответственности, понятие вины, её форм и видов, положения, касающиеся неоконченной преступной деятельности, соучастия в преступлении, наказания, его видов, целей и порядка назначения, случаи, когда лицо может быть освобождено от уголовной ответственности и наказания, особенности уголовной ответственности несовершеннолетних, понятие и содержание иных мер уголовно-правового характера.
Особенная часть кодекса состоит из 6 разделов, 19 глав и статей 105—361, и описывает составы конкретных преступлений, а также перечисляет санкции (виды и размеры наказаний) за их совершение. Система Особенной части УК России отражает приоритеты уголовно-правовой охраны: на первое место в ней ставятся преступления против личности, и только затем преступления в сфере экономики, против общественной безопасности и общественного порядка, государственной власти, военной службы, мира и безопасности человечества.
Уголовно-правовые нормы содержатся в статьях кодекса, при этом в одной статье может содержаться как одна, так и несколько уголовно-правовых норм. Большинство статей кодекса делится на части, которые выделяются в отдельный абзац и имеют цифровое обозначение (1, 2, 3 и т. д.). Части статей включают пункты, имеющие буквенное обозначение. Кроме того, в некоторых статьях Особенной части кодекса есть примечания, где раскрываются уголовно-правовые понятия или формулируются уголовно-правовые институты.
В кодексе применяется сплошная нумерация статей, глав и разделов. Если в кодекс включаются новые статьи или главы, нумерация уже существующих не изменяется, а добавившиеся статьи или главы получают номер наиболее близкой по содержанию структурной единицы кодекса с добавлением цифрового обозначения, записываемого через точку или верхним индексом: 104.1 или 104¹.

## Действие УК России во времени
Порядок введения в действие Уголовного кодекса России изложен в специальном федеральном законе «О введении в действие Уголовного кодекса Российской Федерации». Согласно ему, Уголовный кодекс России вступил в силу с 1 января 1997 года, за исключением некоторых положений. Согласно ст. 4 этого закона, отдельные положения о наказаниях вводятся в действие по мере создания необходимых условий для их исполнения, но не позднее определённого срока: нормы о наказании в виде обязательных работ — не позднее 2004 года, о наказании в виде ограничения свободы — не позднее 2005 года, и о наказании в виде ареста — не позднее 2006 года.
В федеральных законах, вносящих изменения и дополнения в УК России, также может указываться особый срок вступления их в силу. Если такой срок не указан, используется общий порядок, изложенный в Федеральном законе от 14 июня 1994 года «О порядке опубликования и вступления в силу федеральных конституционных законов, федеральных законов, актов палат Федерального Собрания Российской Федерации». Согласно ему, федеральные законы вступают в силу одновременно на всей территории Российской Федерации по истечении 10 дней после дня их официального опубликования. Официальным опубликованием считается первая публикация полного текста закона в «Парламентской газете», «Российской газете», «Собрании законодательства Российской Федерации» или первое размещение на «Официальном интернет-портале правовой информации» (www.pravo.gov.ru). При этом отсчёт 10-дневного срока начинается от даты публикации в «Парламентской газете» или «Российской газете», либо от даты размещения на «Официальном интернет-портале правовой информации» (www.pravo.gov.ru).
Согласно ст. 9 УК России, преступность и наказуемость деяния определяются уголовным законом, действовавшим во время совершения этого деяния. При этом временем совершения преступления признается время совершения общественно опасного действия (бездействия) независимо от времени наступления последствий. В продолжаемых преступлениях этот момент определяется моментом совершения последнего из действий, в длящихся — моментом добровольного или принудительного прекращения преступления.
В порядке исключения уголовному закону может придаваться обратная сила, то есть его действие распространяется на лиц, совершивших преступление до вступления такого закона в силу, в том числе на лиц, отбывающих наказание или отбывших наказание, но имеющих судимость. Ст. 10 УК России устанавливает, что обратную силу имеет уголовный закон, устраняющий преступность деяния, смягчающий наказание или иным образом улучшающий положение лица, совершившего преступление. Ни в каких других случаях обратная сила уголовному закону придаваться не может, это запрещено ст. 54 Конституции России.
В случае, если новый уголовный закон декриминализует (признаёт непреступным) какое-либо деяние, с момента его вступления в силу должны быть прекращены все уголовные дела о таком деянии, по которым ведётся предварительное расследование или судебное рассмотрение, а лица, уже отбывающие наказание за такое деяние, подлежат освобождению. Согласно ч. 2 ст. 10 УК России, если новый уголовный закон смягчает наказание за деяние, которое отбывается лицом, то это наказание подлежит сокращению в пределах, предусмотренных новым уголовным законом.
Спорным является вопрос о возможности применения обратной силы закона, если декриминализация происходит в силу изменения нормативного акта другой отрасли права, к которому делает отсылку Уголовный кодекс (например, Правил дорожного движения). В одном из своих определений Конституционный суд России дал такое толкование закона: «декриминализация тех или иных деяний может осуществляться не только путём внесения соответствующих изменений в уголовное законодательство, но и путём отмены нормативных предписаний иной отраслевой принадлежности, к которым отсылали бланкетные нормы уголовного закона, либо ограничения объёма уголовно-правового регулирования в результате законодательного признания какого-либо деяния не представляющим общественной опасности, свойственной именно преступлениям, и влекущим на данном основании административную или иную более мягкую ответственность». В другом случае Конституционным судом России установлено, что положения об обратной силе относятся только к нормам уголовного закона, а не к нормам законодательства, относящегося к другим отраслям права; с данным толкованием согласились не все члены Конституционного суда: судьи Т. Г. Морщакова и А. Л. Кононов выразили противоположное особое мнение.
В практике встречаются случаи, когда в период между совершением преступления и вынесением приговора уголовный закон изменяется неоднократно, причём «промежуточный» уголовный закон является более мягким (вплоть до декриминализации деяния), чем действовавший в момент совершения деяния или действующий в момент вынесения приговора.
Так, Федеральным законом от 7 декабря 2011 года № 420-ФЗ была признана утратившей силу с 8 декабря 2011 года статья 129 УК РФ, предусматривавшая ответственность за клевету. Федеральный закон от 28 июля 2012 года № 141-ФЗ (вступивший в силу с 10 августа 2012 года) вновь ввёл ответственность за клевету (ст. 1281 УК РФ). В результате закон от 7 декабря 2011 года приобрёл характер промежуточного уголовного закона, на время отменившего уголовную ответственность за преступление. Аналогичная ситуация возникла в связи со вступлением в действие УК РФ 1 января 1997 года. Ч. 3 ст. 126 УК («Похищение человека») в редакции данного нормативного акта предусматривала наказание от 5 до 15 лет лишения свободы. Ст. 1251 УК РСФСР, действовавшая до 1 января 1997 года предусматривала за аналогичное деяние наказание от 10 до 15 лет лишения свободы с конфискацией имущества или без таковой, а редакция ч. 3 ст. 126 УК, вступившая в силу с 12 февраля 1999 года — наказание от 8 до 20 лет лишения свободы.
В такой ситуации возникает вопрос о применении промежуточного уголовного закона к деяниям, совершённым до его вступления в силу, если вынесение приговора осуществляется после вступления в силу нового уголовного закона. Позиции учёных и судебной практики по данному вопросу являются противоречивыми и неустойчивыми. Так, после принятия УК РСФСР 1960 года в судебной практике наблюдались как примеры неприменения промежуточного уголовного закона, так и его применения; Верховный суд СССР при этом встал на позицию неприменения такого закона. В. Н. Кудрявцев указывал, что «промежуточный» закон не может применяться, так как он не действовал ни в момент совершения преступления, ни при рассмотрении дела судом. Противоположной точки зрения придерживались такие учёные, как Л. Зайцев, И. Тишкевич, И. Горелик, Н. Д. Дурманов, Я. М. Брайнин и др.
Современные российские учёные и судебная практика придерживаются точки зрения, согласно которой промежуточному уголовному закон придаётся обратная сила.

## Действие УК России в пространстве
В соответствии с ч. 1 ст. 11 Уголовного кодекса России он распространяет своё действие на всю территорию Российской Федерации (территориальный принцип действия уголовного закона в пространстве). К территории Российской Федерации для целей определения границ действия УК России относятся:
- Суша — земельная территория, находящаяся в пределах Государственной границы России, в том числе территория эксклавов (Калининградская область, Медвежье-Саньково, деревня Дубки).
- Внутренние воды рек, озёр и иных водоемов, находящихся в пределах Государственной границы России.
- Внутренние морские воды Российской Федерации, расположенные в сторону берега от исходных линий, от которых отмеряется ширина территориального моря Российской Федерации[21].
- Территориальное море Российской Федерации — примыкающий к сухопутной территории или к внутренним морским водам морской пояс шириной 12 морских миль, отмеряемых от указанных в международных правовых актах исходных линий (линия наибольшего отлива вдоль берега и др.)[21].
- Недра — часть земной коры в границах территории России, расположенная ниже почвенного слоя (земной поверхности, дна водоёмов) и простирающаяся до глубин, доступных для геологического изучения и освоения[22].
- Воздушное пространство — воздушное пространство над территорией Российской Федерации, в том числе воздушное пространство над внутренними водами и территориальным морем[23]. Законодательством не установлен максимальный предел высоты, являющейся верхней границей воздушного пространства; в международной практике обычно принимается, что открытое космическое пространство, на которое распространяется международный режим, начинается с высоты 100—110 км[24].
- Континентальный шельф — морское дно и недра подводных районов, находящиеся за пределами территориального моря Российской Федерации на всем протяжении естественного продолжения её сухопутной территории до внешней границы подводной окраины материка, но не менее 200 морских миль, если иное не установлено международным договором РФ[25].
- Исключительная экономическая зона России — морской район, находящийся за пределами территориального моря Российской Федерации, имеющий протяжение 200 морских миль от исходных линий территориального моря (если иное не установлено международным договором РФ)[26].

На территории континентального шельфа уголовная юрисдикция России не распространяется на покрывающие его воды и воздушное пространство и в связи с этим осуществляется только в отношении преступлений, связанные с нарушением режима этой территории (в том числе касающихся находящихся на них искусственных объектов: буровых установок, искусственных островов, подводных кабелей). Аналогичным образом обстоит ситуация и с осуществлением уголовной юрисдикции на территории исключительной экономической зоны: она распространяется только на деяния, связанные с незаконным созданием в ней зон безопасности и использованием её природных ресурсов.
Действие Уголовного кодекса России распространяется также на пилотируемые объекты, запускаемые Российской Федерацией в космическое пространство, приписанные к порту или аэропорту России водные и воздушные суда под флагом или с опознавательными знаками России, находящиеся в открытом море или открытом воздушном пространстве, а также военно-морские корабли и военные воздушные суда, находящиеся под флагом или опознавательными знаками России (независимо от их места нахождения).
Международным правом устанавливаются ограничения в отношении осуществления уголовной юрисдикции России по преступлениям, совершённым на борту морских судов под флагом иностранных государств, находящихся в пределах территориального моря России, и воздушных судов таких государств, находящихся в пределах воздушного пространства России. Ст. 27 Конвенции ООН по морскому праву от 10 декабря 1982 года устанавливает, что юрисдикция прибрежного государства распространяется только на случаи, когда последствия преступления распространяется на прибрежное государство, либо преступление нарушает спокойствие в стране или добрый порядок в территориальном море, либо если капитан судна или дипломатический (консульский) представитель государства флага обратится с просьбой о помощи к местным властям, либо если эти меры необходимы для пресечения незаконного оборота наркотических или психотропных средств.
Токийская конвенция о преступлениях и некоторых других актах, совершаемых на борту воздушных судов 1963 года устанавливает, что в отношении преступлений, совершённых на борту воздушных судов других государств, находящихся в территориальном воздушном пространстве, уголовная юрисдикция осуществляется лишь если преступление имеет последствия на территории государства, либо совершено гражданином (резидентом) или в отношении гражданина (резидента) такого государства, либо направлено против безопасности государства, либо связано с нарушением правил воздушных полётов, либо если вмешательство требуется для выполнения международных обязательств данного государства.
Таким образом, в отношении всех прочих преступлений, совершённых на борту воздушных и морских судов применяется закон государства флага. Это же относится и к морским и воздушным судам России, находящимся в пределах территориального моря и воздушного пространства иностранных государств.
Международным правом могут устанавливаться исключения из территориальной уголовной юрисдикции России. Одним из наиболее известных таких исключений является дипломатический и консульский иммунитет.
УК России также распространяет своё действие на граждан России и постоянно проживающих в России лиц без гражданства, совершивших преступление на территории иностранного государства, при условии, что в отношении их не имеется решения суда этого государства (принцип гражданства), а также на военнослужащих воинских частей России, дислоцирующихся за пределами России (если иное не предусмотрено международным договором). Применение мер ответственности в этом случае (в соответствии с изменениями, внесёнными в УК России в 2006 году) не ставится в зависимость от того, считается ли совершённое деяние преступлением в иностранном государстве (ст. 12 УК России).
Ответственности по УК России подлежат также иностранные граждане и лица без гражданства, не являющиеся резидентами России, если совершённое ими преступление направлено против интересов России или её граждан или резидентов (реальный принцип действия уголовного закона), либо ответственность за данное деяние предусматривается международным договором Российской Федерации (универсальный принцип действия уголовного закона).

## Направления совершенствования уголовного законодательства России
Уголовный кодекс России постоянно изменяется, за 10 лет его действия (с 1 января 1997 года по 1 января 2007 года) было принято 25 законов, внёсших в него более 300 изменений.
Учёными называются следующие основные направления совершенствования Уголовного кодекса Российской Федерации:
- Разработка новых, более эффективных видов наказания и совершенствование существующих с целью снизить долю лишения свободы в структуре применяемых наказаний.
- Обновление и совершенствование норм об экономических преступлениях в связи с развитием правовой базы экономических отношений, появлением их новых форм.
- Обновление и совершенствование норм об ответственности за совершение преступлений террористического характера, а также норм, направленных на противодействие организованной преступности.
- Разработка норм уголовного законодательства, предназначенных для применения во время военных действий и в боевой обстановке.
- Имплементация в уголовное законодательство норм международного права, приведение УК России в соответствие международным правовым актам.
- Декриминализация многих преступлений небольшой тяжести с установлением за них административной ответственности.